# Russische Ostasienpolitik
Dieser Artikel beschreibt die Politik des Russischen Kaiserreiches im Fernen Osten zwischen 1890 und 1905.

## Geschichte Russlands
Das Russische Reich war im 19. Jahrhundert durch seine wirtschaftliche Rückständigkeit gegenüber den anderen europäischen Großmächten gekennzeichnet. Erst im Jahre 1861 – also rund 50 Jahre später als in Preußen – kam es zur Aufhebung der Leibeigenschaft und die zunächst nur schleppend vorankommende Industrialisierung drang nur langsam bis in die ländlichen Gebiete Russlands vor. Die herrschende Armut und der verlorene Krimkrieg von 1856 schürten die Unzufriedenheit der Bevölkerung, die zum größten Teil aus Bauern bestand.
Die ständige Revolutionsgefahr veranlasste den Zaren und seine Regierung, sich Gedanken über Maßnahmen zur Beruhigung der Bevölkerung zu machen.

### Ziele der russischen Fernostpolitik
Aufgrund der beschriebenen Verhältnisse entschloss man sich in der zweiten Hälfte des 19. Jahrhunderts zu einer kontinentalen Ausdehnung des Russischen Reichs in Richtung Süden und Osten. Man wollte seine Grenzen deutlich erweitern, scheute dabei aber einen überseeischen Imperialismus, da man der britischen Flottenübermacht nicht gewachsen war.
Daher bot sich China, das von dem Prestigeverlust der Qing-Kaiser enorm gezeichnet und geschwächt war, für die russischen Vorhaben im Osten Asiens an. Hier, und dabei insbesondere in der Mandschurei im Nordosten Chinas, versuchte man neue Absatzmärkte für russische Erzeugnisse zu schaffen, bevor „Großbritannien oder Deutschland endgültig in China Fuß fassen konnten“. Außerdem würde man endlich das Gebiet um Wladiwostok („Beherrsche den Osten“), eine 1860 gegründete Hafenstadt am Japanischen Meer, erschließen und die ökonomische und politische Vorherrschaft in Nordchina erlangen.
Durch Kapital- und Warenexport („Finanzimperialismus“) und Rohstoffimport sollte schließlich die Industrialisierung, die bisher zum Großteil durch Auslandskapital finanziert wurde („geborgter Imperialismus“), angekurbelt werden, um schließlich die Auslandsschulden begleichen zu können.

## Eisenbahnen als „imperialistisches Werkzeug“
„Ihr [gemeint ist die Ostasienpolitik Russlands] Vehikel war die Eisenbahn, ihr Instrument – das mit der Petersburger Staatskasse verschwisterte Banken- und Anleihekapital, ihr erklärtes Ziel – die langfristige Erschließung von Absatzmärkten, die ,Friedliche Durchdringung‘ ökonomisch unentwickelter, machtentleerter Territorien, die Stärkung der imperialen Position des Zarenreiches.“ (Dietrich Geyer)
So beschreibt Dietrich Geyer in seinem Buch „Der russische Imperialismus“ die Methoden und Ziele der russischen Ostasienpolitik zwischen 1890 und 1905. Eine zentrale Bedeutung weist Geyer dabei der Eisenbahn – gemeint ist in erster Linie die Transsibirische Eisenbahn – zu, ohne die eine Erschließung Chinas, und somit auch die imperialistischen Vorhaben des Russischen Reichs, unmöglich gewesen wäre.
Im letzten Viertel des 19. Jahrhunderts war die schnelle Ausdehnung des Eisenbahnnetzes Bestandteil des wirtschaftlichen und industriellen Wachstums und spielte eine Schlüsselrolle für die Industrialisierung. Nun war es möglich weit entfernte Gebiete zu erschließen und wirtschaftlich zu vereinigen. Der hohe Kapitalbedarf des Bahnbaus verknüpfte gleichzeitig die Großindustrie mit den Banken. Das machte Eisenbahnen zum Symbol der imperialistischen Entwicklung einer Nation und laut Lenin zum „anschaulichsten Gradmesser der Entwicklung des Welthandels und der bürgerlich-demokratischen Zivilisation.“
Die durch den Eisenbahnbau erschlossenen Gebiete gerieten in wirtschaftliche Abhängigkeit von der Industrienation und erlebten einen Wandel von der Subsistenz- zur Weltmarktwirtschaft. Für die Industriestaaten boten die abhängigen Länder den geeigneten Absatzmarkt für eigene Konsumgüter, während Rohstoffe aus dem imperialistischen Hoheitsgebiet importiert wurden. Der Bau der Eisenbahnen brachte außerdem einen massiven Kapitalexport in die abhängigen Länder mit sich, während die Schwerindustrie gleichzeitig von Technologieexporten gewinnbringend profitieren konnte. Zusammenfassend kann man sagen, dass der Bahnbau in unterentwickelte Länder stets von Kapitalexport und Niederlassungen weiterer Industrien begleitet wurde und durch ihn neue Absatzmärkte und Rohstoffquellen für die industrielle Großmacht geschaffen wurden.

### Beispiele für Eisenbahnen als Mittel der Expansion
Um das Jahr 1900 gibt es einige Beispiele für eine solche Expansionspolitik, in der Eisenbahnen als das Werkzeug imperialistischer Durchdringung zum Aufbau informeller Kolonialreiche dienten:
- Die transkontinentalen Eisenbahnen der USA ab 1869: Eisenbahnstrecken, die die West- und Ostküste Amerikas („from coast-to-coast“) verbanden und die Zeit der imperialen Expansion der Vereinigten Staaten einläuteten. Die USA wuchsen innerhalb weniger Jahre von einer Agrarnation zu einer Industrienation. (siehe: Geschichte der Eisenbahn in Nordamerika)

- Die Bagdadbahn (Anatolische Bahn) von 1912: Eisenbahnstrecke, die von Konstantinopel (heutiges Istanbul) in der Türkei bis nach Bagdad im Irak reicht. Die Bagdadbahn war ein deutsches Projekt, welches unter anderem von der Deutschen Bank finanziert wurde, und sollte eine direkte Verbindung zu dem ölreichen Mesopotamien am Persischen Golf herstellen und den deutschen Einfluss im Osmanischen Reich vergrößern.

### Russischer „Eisenbahn-Imperialismus“
Aber auch das Russische Reich, im Zeitraum zwischen 1890 und 1905, hatten mit der Expansionspolitik im Fernen Osten nahezu identische Ziele, wobei dem Bau der Transsibirischen Eisenbahn eine bedeutende Rolle zuteilwurde.
Die russische Intervention in die Friedensverhandlungen zwischen China und Japan (siehe Vertrag von Shimonoseki), und die Besetzung des „eisfreien Hafens“ von Port Arthur Anfang 1898 schürte die Nervosität der Japaner, die sich in ihrer Stellung als Großmacht in Ostasien durch das Russische Reich bedroht sahen. In dem daraus resultierenden Russisch-Japanischen Krieg, der mit einem Angriff der Japaner auf Port Arthur eingeleitet, und durch die Seeschlacht von Tsushima entschieden worden ist, wurden die Russen geschlagen, sodass sie den Hafen von Port Arthur aufgeben und die Mandschurei weitgehend räumen mussten.

## Konzeption der Transsibirischen Eisenbahn
Um die russischen Vorhaben im Fernen Osten realisieren und das erschlossene Gebiet in der Mandschurei entsprechend kontrollieren zu können, begann die russische Führung im Jahre 1891 mit dem Bau der Transsibirischen Eisenbahn.
Dieses, von Finanzminister Sergei Juljewitsch Witte geleitete, Projekt übertraf in seiner Größe alles Bisherige und spielte in der Ostasienpolitik Russlands eine tragende Rolle.
„Das russische Unternehmen im Fernen Osten gegen Ende des 19. Jahrhunderts war ohne Eisenbahnen unmöglich“. (Hans-Ulrich Wehler)
Bei der Überzeugung der Regierung von dieser Notwendigkeit einer Eisenbahnlinie, die bis Wladiwostok an der Ostküste Asiens reichen sollte, hatte Sergej Witte alle Mühe. Er hatte mit Kritikern in der Regierung, die an dem wirtschaftlichen Nutzen und der Finanzierung der Eisenbahn zweifelten, zu kämpfen und tat sich schwer, dem Volk die Ideologie der Transsibirischen Eisenbahn zu vermitteln.
Neben der Schaffung neuer Rohstoffquellen und Märkte in China, warb Witte mit der verstärkten Erschließung des bislang nur wenig erschlossenen Sibiriens, dessen reiche Bodenschätze durch den Bau der Eisenbahn ausgebeutet werden könnten.
Der daraus resultierend ökonomische Aufschwung in Russischen Reich sollte die Armut beheben und die eigene Rückständigkeit, im Vergleich zu den Industrienationen überwinden. Neben der Zeitersparnis beim Handel mit dem ostasiatischen Raum, würde die Eisenbahn das Stationieren von Truppen im Falle eines Konflikts erheblich erleichtern.
Außerdem appellierte Witte an den Nationalismus der Russen, indem er auch das Interesse anderer Großmächte an dem potentiellen Ziel China darlegte und die Notwendigkeit eines schnellen Vorgehens verdeutlichte. Man müsste, um mit den anderen industriell höher entwickelten Staaten konkurrieren zu können, sich als erste Großmacht in China eine Einflusszone sichern und diese in wirtschaftliche Abhängigkeit drängen. Dabei sah man die Nachbarschaftsrolle Russlands in Verbindung mit der Eisenbahn als enormen Vorteil gegenüber den anderen in Ostasien tätigen europäischen Großmächten ein.
Im Zuge der Propaganda vor und während des Baus der Eisenbahn, erwies sich Witte als guter Redner, der es verstand, das Bahnprojekt durch seine Reden zu einem „Weltereignis“ zu stilisieren, welches in der Lage ist, die „Ströme des Welthandels auf sich ziehen“ und Russland eine bedeutende Rolle in der Beziehung zwischen Europa und Asien zuzuweisen.
Mit der Darlegung all dieser wirtschaftlichen, politischen und nationalistischen Argumente für sein Bestreben in Ostasien und nicht zuletzt durch rednerisches Geschick, konnte Witte die russische Regierung überzeugen und der Bau der Transsibirischen Eisenbahn 1891 durchsetzen.

### Phase des Eisenbahnbaus 1891–1897
Witte, der sich von einer Stellung bei der Eisenbahn zum Verkehrs- und schließlich zum Finanzminister emporgearbeitet hat, war in dieser Zeit, da es keinen Premierminister gab, der prägende Kopf der russischen Politik.
Von Anfang an strebte er eine „friedliche Durchdringung“ („pénétration pacifique“) Nordchinas an, indem man das Gebiet allmählich wirtschaftlich abhängig macht und dem russischen Einfluss unterwirft. Der Bau der Transsibirischen Eisenbahn gewann durch Investitionen aus dem Ausland zunehmend an internationaler Bedeutung und war gleichzeitig „Motor und Gleitschiene der Industrialisierung“ (Dietrich Geyer) in Russland. Insgesamt umfasste das Projekt schließlich eine Strecke von 25.300 Kilometern und verschlang 39 Prozent der russischen Roheisenerzeugungen.
Zunächst konnte sich das Russische Reich, durch andere Großmächte relativ unbehelligt, gemäß Wittes Vorstellungen, friedlich ausdehnen, um seine strategischen Möglichkeiten zu erweitern.

## Japanisch-Chinesischer Krieg und Konflikt um Port Arthur
Während der sibirische Großraum allmählich von Russland erschlossen wurde, kam es gleichzeitig im Fernen Osten Asiens zum Konflikt zwischen Japan und China.
Grund der Auseinandersetzung waren Japans Ambitionen in Korea, einem Vasallenstaat Chinas.
Diese Streitigkeiten um den politischen Status Koreas mündeten im August 1894 schließlich in den Ersten Japanisch-Chinesischen Krieg, den Japan im April 1895, aufgrund erheblicher militärischer Überlegenheit, für sich entscheiden konnte.
Das vernichtend geschlagene China war am Boden zerstört und gezwungen die Liaodong-Halbinseln mit dem Hafen Port Arthur an Japan abzutreten, was mit den Interessen der anderen Großmächte kollidierte.
Vor allem dem Russischen Reich, dessen erklärtes Ziel ein eisfreier Hafen wie Port Arthur war, widerstrebte Japans Besetzung von Port Arthur, weshalb sie sich an die anderen europäischen Großmächte wandten. So gelang es der russischen Diplomatie 1895 ein Zusammenwirken mit dem Deutschen Reich und Frankreich zu erreichen und somit eine Flottenüberlegenheit gegenüber Japan zu schaffen.
Daraufhin gab Japan dem Druck der hoffnungslos überlegenen Mächte nach und die Liaodong-Halbinseln samt Port Arthur auf.
Wieder einmal war es hauptsächlich die Arbeit Sergej Juljewitsch Wittes, der auf diplomatischem Wege eine „friedliche“ Räumung Port Arthurs bewirkte. Er erkannte selber die günstige Stellung des Hafens Port Arthur am Gelben Meer und machte daher, mit Hilfe des „Ostasiatischen Dreibundes“, den Weg für die eigene Mandschureiexpansion frei.

### Russisch-Chinesisches Bündnis von 1896
Ein weiterer Schritt zur Erschließung der Mandschurei war die Entscheidung des Russischen Reichs, dem vom verlorenen Krieg gezeichneten China eine rettende Hand auszustrecken, um die eigenen Ambitionen im Nordosten realisieren zu können. Ergebnis der Zusammenarbeiten war das Russisch-Chinesische Bündnis von 1896:
Während das Russische Reich die Integrität des chinesischen Kaiserreichs gegenüber einem japanischen Angriff garantierte, erhielt es im Gegenzug die Konzession zum Bau der Ostchinesischen Eisenbahn, einer erheblichen Verkürzung der Eisenbahnlinie nach Wladiwostok, die quer durch die Mandschurei zur russischen Hafenstadt führt.
Das russische Projekt der Fernost-Expansion wurde zunehmend zu einem außenpolitischen Thema ersten Ranges und gewann, durch die russische Intervention in die chinesisch-japanische Friedensregelung und das darauf folgende russisch-chinesische Defensivbündnis, immer mehr an Brisanz. Das Bündnis mit China und vor allem der Bau der ostchinesischen Eisenbahn ließen innerhalb der russischen Behörden an Wittes Politik Kritik lauter werden und man bezeichnete das Vorhaben als einen „gewaltigen historischen Mißgriff“. Man könne keine „Russifizierung der Mandschurei“ erwarten, sodass eine militärische Verteidigung des Gebietes unmöglich sei.
Trotzdem hielt Witte an seiner friedlichen, imperialistischen Politik fest und brachte sogar 1896 erstmals gegenüber Li Hongzhang (Vizekönig Chinas) den Bau einer Zweiglinie der Transsibirischen Eisenbahn in Richtung Port Arthur ins Gespräch. Die friedliche Ausdehnung der russischen Grenzen verlief bis zu diesem Zeitpunkt ganz nach den Vorstellungen von Finanzminister Witte, der die Kontrolle über die 1895 gegründete Russisch-Chinesische Bank und die Ostchinesische Bahn, und somit auch über die gesamte Mandschurei innehatte.
Doch schon zwei Jahre später durchkreuzte das Prestige- und Gewinnstreben seiner innenpolitischen Rivalen Wittes Pläne einer „pénétration pacifique“, was nach und nach zu einer Entmachtung des Finanzministers und einer aggressiveren Expansionspolitik des Russischen Reichs führte.

## Wandel der russischen Expansionspolitik, Besetzung Port Arthurs 1897/98
Nachdem gegen Ende des Jahres 1897 der Bau der Ostchinesischen Bahn beschlossen und somit der russische Einfluss in der Mandschurei gesichert war, richtete sich nun das Hauptaugenmerk der russischen Expansion auf den Hafen von Port Arthur, der im Gegensatz zu Wladiwostok eisfrei war.
Besonders der neue Außenminister Michail N. Murawjow plädierte für eine rasche Besetzung des Hafens, entgegen den Vereinbarungen Chinas und entgegen Wittes Konzept der „friedlichen Durchdringung“. Als sich schließlich Murawjew, unterstützt vom Zaren, durchsetzen und Anfang 1898 die Liaodong-Halbinseln mit Port Arthur als Kriegshafen und Dalni als Handelshafen besetzen konnte, war Wittes erste Niederlage im Kampf um die Vorherrschaft über die Fernostpolitik Russlands besiegelt. Vergeblich versuchte sich Witte gegen die plötzliche Besetzung der Häfen zu stellen, mahnte zur Freundschaft mit China und warnte vor den Japanern, die sich um den Preis ihres Sieges über China betrogen sahen und auf die Besetzung Port Arthurs mit Nachahmung in Korea reagieren könnten. Unbeirrt durch Wittes Warnungen und Vorschläge zu einem Übereinkommen „auf der Grundlage wirtschaftlicher Interessen“, konnte die russische Führung im März 1898 die südlichen Liaodong-Halbinseln samt Port Arthur für 25 Jahre pachten.
Aus seinem Misserfolg machte Witte daraufhin das Beste, indem er die Verhandlung wegen der Konzession einer Verbindungslinie der Ostchinesischen Eisenbahn nach Port Arthur – der Transmandschurischen Eisenbahn – zum Abschluss brachte.
Die Besetzung Port Arthurs war die erste Loslösung von Wittes Expansionskonzept und hatte eine Reihe weiterer offensiver, russischer Maßnahmen zur Folge, in denen der Einsatz „regulärer Truppen“ von den russischen Eliten mehr und mehr gefordert wurde. Bisher war der Großraum Mandschurei unter der Kontrolle der Russisch-Chinesischen Bank und der Eisenbahnpolizei der Ostchinesischen Bahn, die wiederum Finanzminister Witte unterstanden, doch das aggressivere Vorgehen des Reichs im Fernen Osten lief auf den Einsatz von „regulären Truppen“, also Truppen, die dem russischen Kriegsminister Kuropatkin unterstanden, zwangsläufig hinaus.

## Der Boxeraufstand von 1900
Nachdem die russische Admiralität zunehmend die Verstärkung der Truppen und die Aufrüstung der Flotte in Ostasien forderte, gab letztendlich der sogenannte „Boxeraufstand“ in China von 1900 dem Kriegsminister Kuropatkin die Möglichkeit, weit über 100.000 Soldaten in der Mandschurei, zur Niederschlagung des Aufstandes, zu stationieren.
Dieser Aufstand, geleitet durch die Mitglieder des chinesischen Geheimbundes „Faust für Recht und Harmonie“, war eine Bewegung gegen alle Ausländer und gegen die Christianisierung in China.
Die Anhänger des Ordens sahen die chinesische Kultur und ihre Traditionen untergehen, worauf sie am 18. Mai 1900 begannen Telegraphenleitungen zu kappen, russische Bahnschienen zu zerstören und chinesische Christen zu töten. Reguläre, chinesische Truppen und sogar die Regierung unterstützen die vom Fremdenhass geprägte Bewegung, um sich selber zu schützen.
Das ermöglichte ein Eingreifen von russischer Seite, sodass Kuropatkin erstmals die Möglichkeit hatte, seine Truppen im chinesischen Einflussgebiet zu stationieren. Zusammen mit deutschen, US-amerikanischen, japanischen, französischen und vor allem britischen Truppen wurde der Boxeraufstand im August 1900 niedergeschlagen.
Das folgende Boxerprotokoll vom Februar 1901 beschloss zum einen, dass die Mandschurei in Chinas Besitz bleibt, und zum anderen, dass während die anderen Großmächte ihre Streitkräfte abziehen, Russlands Truppen auch nach dem Aufstand zum Schutz der Eisenbahn in der Mandschurei verbleiben dürfen.
Mit diesem Beschluss von 1901 fiel die Kontrolle über die Mandschurei fast ausschließlich in die Hände des Kriegsministers Kuropatkin und Port Arthur wurde in eine riesige Flotten- und Militärbasis verwandelt. Mit dem späteren Verlust des Eisenbahnmonopols in der Mandschurei und der Entbindung von seinem Ministeramt verlor Witte nun endgültig jegliche Macht, um Einfluss auf die Fernostpolitik zu haben, während seine innenpolitischen Gegner Sergei Besobrasow (Staatssekretär und später im Sonderausschuss für „Fernöstliche Fragen“) und Wjatscheslaw von Plehwe (Innenminister) an Macht gewannen.

## Russisch-Japanischer Krieg
Seit der russischen Intervention in ihre Friedensverhandlungen mit China 1895 und der militärischen Besetzung Port Arthurs 1898 beobachteten die Japaner die kontinuierliche militärische Aufrüstung der Russen mit Argwohn. Sie verstanden die südlichen Liaodong-Halbinseln als ihr „rechtmäßiges Eigentum“ und sahen sich in ihrer Position als Großmacht in Ostasien bedroht.
Mit der Konzentrierung russischer Truppen in der Mandschurei und im Jahre 1903 auch in Korea, schien der drohende Krieg der beiden Weltmächte unausweichlich. Gleichzeitig sah die russische Führung dem drohenden Krieg gelassen ins Gesicht, da sie aufgrund ihrer ausgebauten Flotte die Japaner stark unterschätzten. Besonders der besagte Innenminister Plehwe zeigte sich sehr überheblich:
„Russland ist durch das Bajonette, nicht durch Diplomatie entstanden und wir müssen die mit China und Japan strittigen Fragen mit Bajonetten entscheiden und nicht mit den Federn der Diplomatie“ oder „Alexej Nikolajewitsch [gemeint ist Kriegsminister Kuropatkin], Sie kennen die innere Lage Russlands nicht. Um die Revolution einzudämmen, brauchen wir einen kleinen siegreichen Krieg.“ (Plehwe)
Diese Zitate des Innenministers zeigen die Überheblichkeit führender russischer Politiker, die an die Unbesiegbarkeit der eigenen Flotte glaubten.

### Angriff auf Port Arthur
In der Nacht vom 8. Februar auf den 9. Februar 1904 erfolgte der erste Angriff der Japaner auf Port Arthur, also auf den russischen Kriegshafen in der Mandschurei.
Ohne eine Kriegserklärung trafen in dieser Nacht japanische Torpedos die im Hafen liegenden Schiffe, die aber nach der ersten Angriffswelle Ausweichmanöver einleiten konnten, sodass sich die russischen Verluste in Grenzen hielten.
Es folgte das Gefecht von Tschemulpo, die Belagerung von Port Arthur, die Seeschlacht im Gelben Meer, die Schlacht von Mukden und schließlich nach der Verlagerung des Zweiten Pazifik-Geschwaders aus der Ostsee in das Japanische Meer die entscheidende Seeschlacht bei Tsushima. Bis zu jener Entscheidungsschlacht gab es auf der Seite der Russen bereits einige Verluste zu beklagen, was die Moral der russischen Armee traf. Schließlich behielt Japan auch in der Schlacht von Tsushima die Oberhand, sodass die Russland vernichtend geschlagen wurde.

### Vermittlung durch Roosevelt
Bereits nach der russischen Niederlage bei Mukden bot sich der amerikanische Präsident Theodore Roosevelt zur Vermittlung zwischen den beiden Kriegsparteien an. Am 5. September 1905 wurde in Massachusetts schließlich der sogenannte Frieden von Portsmouth unterzeichnet:
Das Russische Reich musste das Pachtrecht der Liaodong-Halbinseln und Port Arthurs aufgeben, die südliche Hälfte Sachalins an Japan abtreten und Japans Vorherrschaft in Korea anerkennen.
Reparationen und somit Prestigeverlust blieben aus, sodass die Verhandlungen einigermaßen günstig für das Zarenreich verliefen.

## Gründe für den Fehlschlag der russischen Fernostpolitik
Schon mit dem Baubeginn der Transsibirischen Eisenbahn steckten die russischen Erwartungen und Ziele eindeutig zu hoch. Man glaubte, man könne neben China auch noch Korea und Japan seinem Einfluss unterwerfen und unterschätzte dabei die Japaner, die in einem rasanten Tempo von einem isolierten Inselreich zu einer weltweiten Großmacht aufstrebten.
Aus einigen Quellen – darunter auch Berichte russischer Abgesandter – geht hervor, dass vor allem das japanische Heer um 1900 sehr hoch angesehen und keineswegs zu unterschätzen war. Zudem verdeutlichen Zitate, wie die oben bereits aufgeführten von Innenminister Plehwe, die russische Überheblichkeit, die erst in der Niederlage gegen Japan ein Ende fand.
Neben der eigenen Überheblichkeit beim Setzen der imperialistischen Ziele und der Unterschätzung der japanischen Macht, setzten strukturelle Schäden innerhalb Russlands der Expansionspolitik in China schon früh Grenzen. Die herrschende Armut verschärfte im Lande „die Instabilität der sozialen und politischen Ordnung“ Russlands kontinuierlich.
Außerdem trugen die Führungsschwäche der autokratischen Regierung und die Unstimmigkeiten zwischen den russischen Machteliten zu dem Fehlschlag der Fernostpolitik in enormem Maße bei. Wäre man konsequent auf Finanzminister Wittes Kurs geblieben und hätte sich seine Ideologie der „friedlichen Expansion“ durchgesetzt, wäre es sicherlich nicht zu einer solchen Eskalation des Konfliktes mit Japan gekommen.